# Седжвик, Джон
Джон Седжвик (англ. John Sedgwick; 13 сентября 1813, Корнуолл Холлоу, Коннектикут — 9 мая 1864, Спотсилвейния, Виргиния) — американский учитель, офицер и генерал армии Союза в американской гражданской войне. Участвовал во многих сражениях, погиб от пули снайпера в сражении при Спотсильвейни.

## Ранние годы
Седжвик родился в городе Литчфилд-филдс, округ Корнуолл, штат Коннектикут. Его назвали в честь деда, Джона Седжвика, (брата Теодора Седжвика) генерала Американской войны за независимость, служившего вместе с Вашингтоном. В 1833 году он поступил в Военную академию Вест-Пойнт, и окончил её 24-м по успеваемости в выпуске 1837 года. Он был направлен во 2-й артиллерийский полк в звании второго лейтенанта.
Он был отправлен во Флориду, где служил в 1837—1838 годах и участвовал в войне с семинолами, в частности, участвовал в перестрелке у форта Клинч 20 мая 1838 года. В 1838 году участвовал в переселении индейцев чероки. В 1838—1839 годах находился на рекрутской службе, а в 1839 году во время пограничного конфликта с Канадой служил в Буффало. 19 апреля 1839 года получил звание первого лейтенанта. Служил в форте Ниагара (1839), снова в Буффало (1839—1841), в Вирджинии, в гарнизоне форта Монро (1841—1842), в нью-йоркском форте Гамильтон (1842—1843), в форте Коламбус (1843—1845), в род-айлендском форте Адамс (1845—1846), после чего был направлен в Мексику.
Во время Мексиканской войны Седжвик участвовал в осаде Веракруса в марте 1847 года, в сражении при Серро-Гордо в апреле 1847 года, в перестрелке у Амазока в мае 1847 года, в захвате Сан-Антонио 20 августа 1847 года, в сражении при Молино-дель-Рей и в штурме Чапультепека в сентябре. Седжвику было присвоено временное звание капитана за храбрость и отличие при Контрерас и Чурубуско (датировано 20 августа) и временное звание майора за храбрость и отличие при Чапультепеке (датировано 13 сентября).
После войны Седжвик служил в форте Коламбус (1848), снова в форте Монро (1848—1849, 1851, 1851‑52) и в форте Макгенри в Мэриленде (1849—1851, 1852—1855). 26 января 1849 года стал капитаном регулярной армии.
В 1855 году служил в Канзасе в форте Ливенворт; 8 марта 1855 года получил звание майора 1-го кавалерийского полка.
Участвовал в походе на шайеннов в 1857 году, где участвовал в столкновениях на Соломонс-Форк 29 июля и в перестрелке у Гранд-Салин 6 августа. В 1857—1858 годах участвовал в походе в Юту. Затем снова служил в форте Ливенворт (1858), форте Рили (1858—1860), в 1860 году возглавлял поход на кайова и каманчей. После этого служил в форте Уайз в Колорадо.

## Гражданская война
Когда началась Гражданская война, Седжвик служил полковником и генеральным инспектором в военном департаменте Вашингтона. Он пропустил Первое сражение при Булл-Ран, так как в этот момент восстанавливал силы после холеры. 31 августа 1861 года он был повышен до бригадного генерала и начал командовать бригадой в дивизии генерал-майора Самуэля Хейнтцельмана, сформированной 3 октября 1861 года. Бригада Седжвика состояла из четырёх пехотных полков:
- 3-й Мэнский пехотный полк, полковник Генри Степлс
- 4-й Мэнский пехотный полк, полковник Хайрем Берри
- 38-й Нью-Йоркский пехотный полк, полковник Джон Уорд
- 40-й Нью-Йоркский пехотный полк, полковник Эдвард Райли

В феврале 1862 года Седжвик был повышен в звании и получил в командование дивизию Потомакской армии после ареста её прежнего командира, Чарльза Стоуна. Дивизия состояла из бригад Гормана, Бёрнса и Дэйна. В то время она называлась «Бэллс-Блаффская дивизия», потому что участвовала в неудачном сражении при Бэллс-Блафф в октябре 1861 года. Зимой эта дивизия стояла на берегах реки Потомак со штабом в Пулсвилле
21 марта 1862 года согласно приказу № 101 дивизия Седжвика была сведена с дивизией Ричардсона во II корпус Потомакской армии, который возглавил Эдвин Воуз Самнер. Но это было формальное объединение, а фактически бригады корпуса были разбросаны по разным участкам. Бригады дивизии Седжвика были рассредоточены по долине Шенандоа около Чарлстауна и Берривилла. Когда пришёл приказ о переброске корпуса на Вирджинский полуостров, дивизия Седжвика начала перемещаться первой: его бригады пришли в Пойнт-оф-Рокс, погрузились на поезд, прибыли в Вашингтон, там погрузились на корабли и прибыли в форт Монро на Вирджинском полуострове. 4 апреля его дивизия начала наступление на Биг-Бетель. 5 апреля дивизия оказалась у Йорктауна, в центре позиции федеральной армии, между III и IV корпусами. Остальные подразделения корпуса присоединились к Седжвику только только 16 апреля.
Он сражался под Йорктауном и в сражении при Севен-Пайнс, где его решительность спасла от разгрома два федеральных корпуса и фактически решила исход сражения. Участвовал в Семидневной битве и был ранен в руку и ногу в бою при Глендейле. 4 июля 1862 повышен до генерал-майора.
После завершения Семидневной битвы дивизия Седжвика до 7 августа стояла лагерем в Харрисон-Лендинг. В этот же период (4 июля) Седжвик получил звание генерал-майора (Одновременно с Самнером и Ричардсоном). В августе командование приказало покинуть полуостров, армия была по морю переброшена к Вашингтону, но II корпус задержался из-за нехватки транспортов. Только 26 августа он прибыл в Аквила-Крик. 27 августа поступил приказ послать корпус в Александрию. 28 августа Халлек велел Макклеллану разместить корпус у мостов через Потомак, но уже 3 сентября ему было приказано перейти на мэрилендскую сторону реки и разместить корпус около Тенеллитауна.

### Мэрилендская кампания
В начале сентября 1862 года Северовирджинская армия генерала Ли перешла Потомак и начала Мэрилендскую кампанию. 5 сентября II и V корпуса были переданы под общее командование Самнера и размещены в центре позиции Потомакской армии. Началось наступление на запад; 9 сентября корпус занял Миддлберг, 10 сентября Кларксберг, 12 сентября Урбанну, а 13 сентября вошёл во Фредерик. 14 сентября началось сражение у Южной горы, в котором II корпус не участвовал. 15 сентября II корпус подошёл к реке Энтитем-крик.
В сражении на Энтитеме командир II-го корпуса, Эдвин Самнер, необдуманно послал дивизию Седжвика в атаку без предварительной рекогносцировки. В итоге дивизия попала под удар с трех сторон и потеряла 2 200 человек. Сам Седжвик был ранен тремя пулями — в запястье, ногу и плечо, и в результате надолго выбыл из строя. Ранение не позволило ему участвовать в сражении при Фредериксберге.
С 26 декабря 1862 года он недолго возглавлял II-й корпус, затем IX-й корпус, затем, наконец, возглавил VI-й корпус Потомакской армии, которым командовал до самой своей смерти в 1864 году.

### Чанселорсвиллская кампания

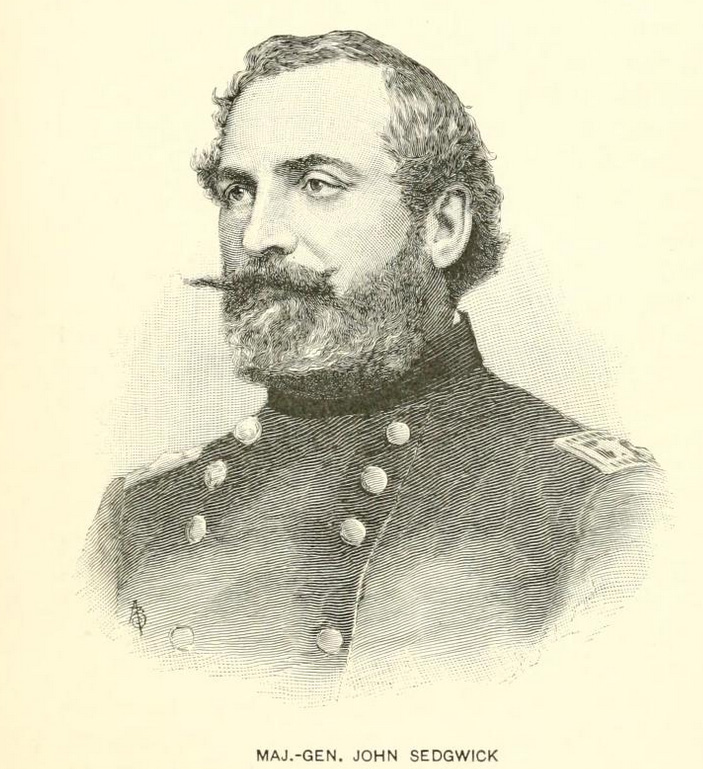
Седжвик, гравюра 1886 года.

Во время сражения при Чанселорсвилле от Седжвика зависел исход всего сражения. Его корпус (20 000 чел.) занимал позиции против высот Мари, в то время как остальные четыре корпуса были переброшены на правый фланг. Седжвику противостояли 10 000 конфедератов под командованием Джубала Эрли. Главнокомандующий генерал Хукер приказал Седжвику взять высоты Мари, выйти в тыл армии Ли с целью её окружения и уничтожения. Генерал Ли полагался на неприступность высот Мари, но корпус Седжвика сделал то, что не удалось до этого всей федеральной армии — он взял высоты Мари. План генерала Ли рухнул. Однако Седжвик, всегда излишне методичный, желал наступать именно в предписанном приказом порядке и потратил три часа на перегруппировку. Когда он начал наступление, на его пути успела развернуться дивизия Мак-Лоуза. В то же время генерал Хукер, до этого ожидавший атаки Седжвика, внезапно приказал ему действовать по своему усмотрению, а затем приказал отойти к Раппаханоку. В итоге, имея все шансы уничтожить армию Ли ударом в тыл, Седжвик был вынужден отступать.

### Геттисбергская кампания

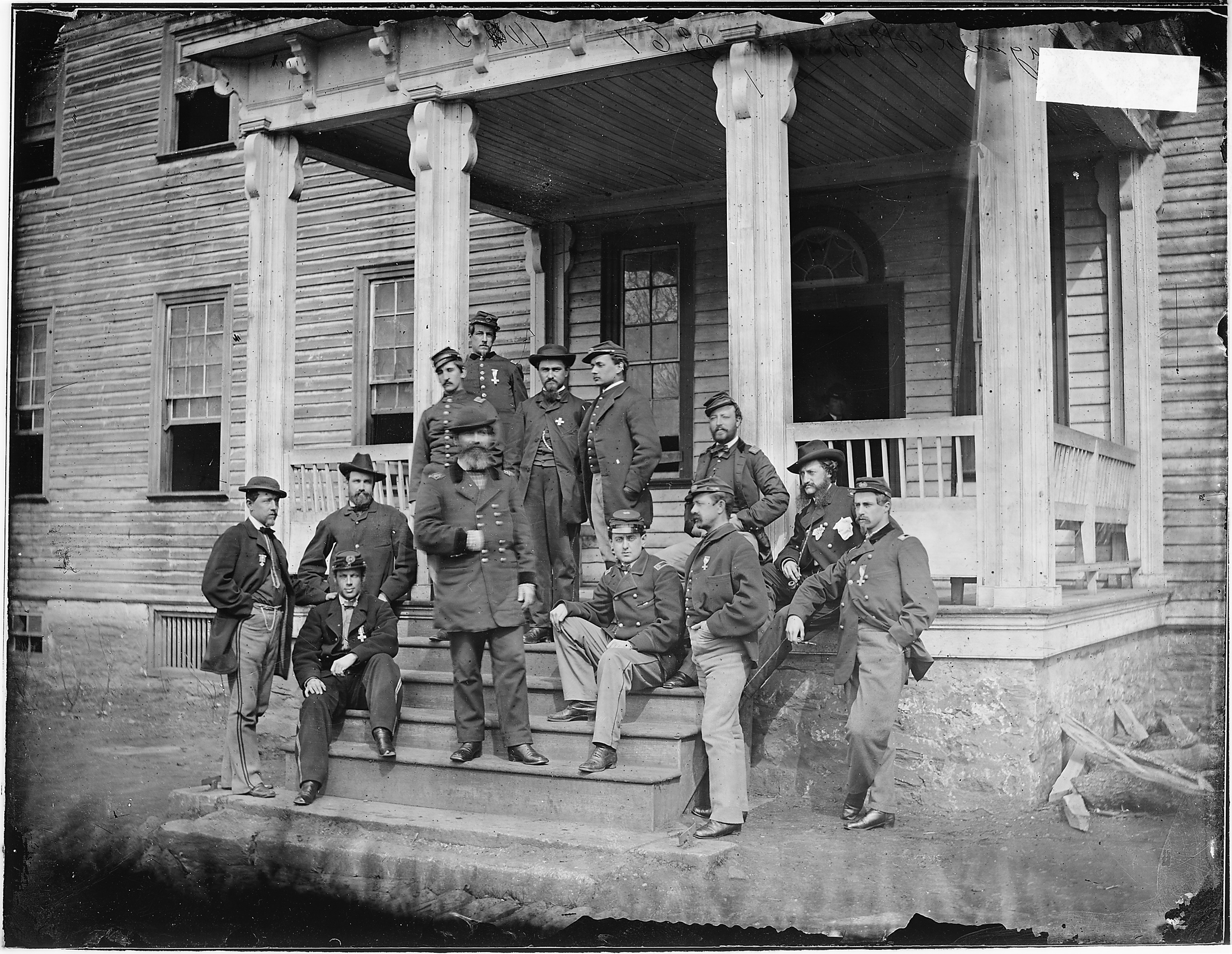
Седжвик и его штабные офицеры.

Битва при Геттисберге прошла фактически без его участия, Седжвик прибыл только в конце 2-го июля, и только некоторые части его корпуса успели принять участие в бою за Уэтфилд.

### Кампания Бристоу
Через несколько месяцев его войска участвовали в преследовании Северовирджинской армии и одержали эффектную победу в сражении при Раппаханок-Стейшен, которая стала первой однозначной победой Севера в том году.

### Оверлендская кампания
В кампанию 1864 года его VI-й корпус находился на правом фланге, и во время Битвы в Глуши сдерживал атаки II-го корпуса Конфедерации под ком. Ричарда Юэлла.

## Гибель

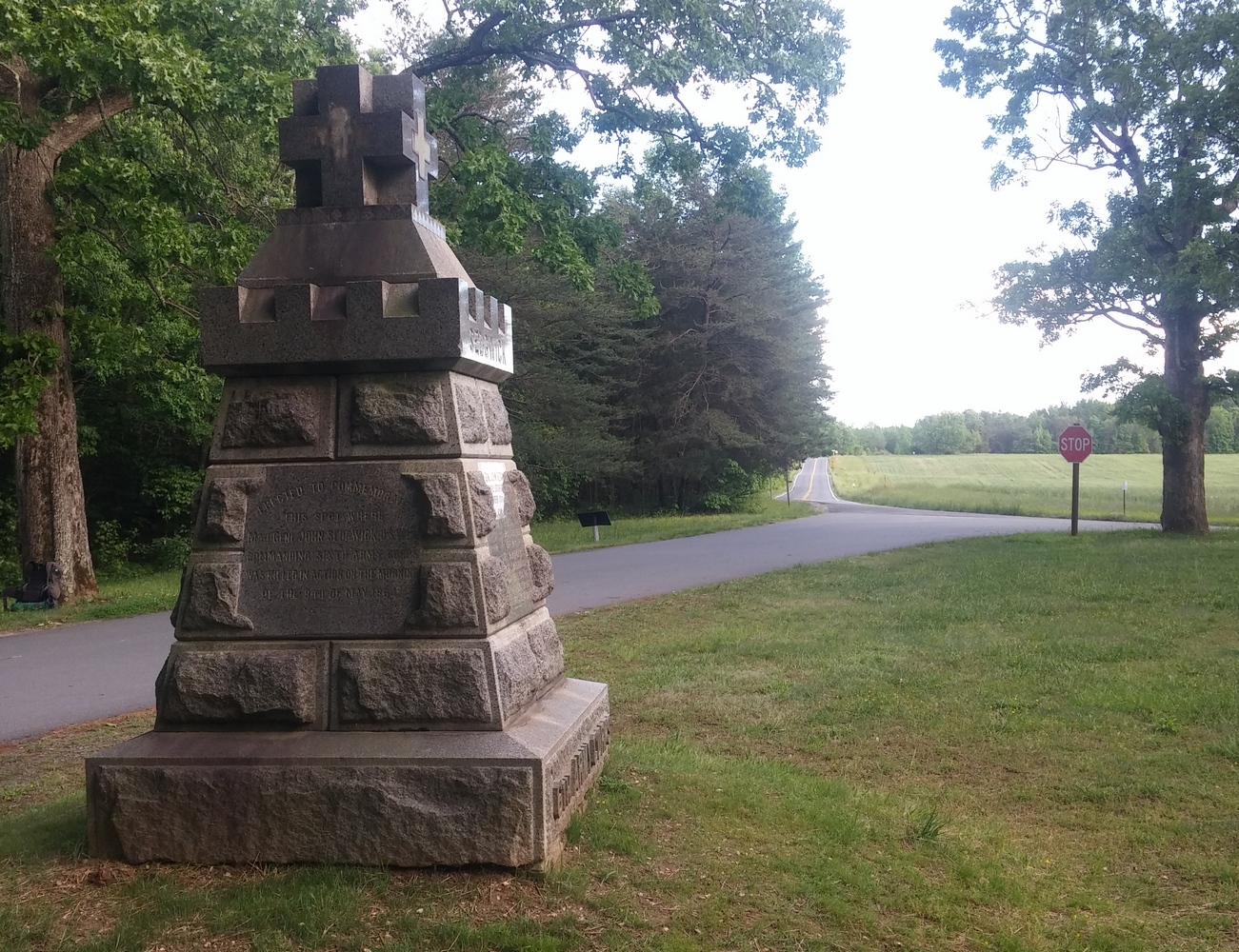
Монумент на месте гибели Седжвика.

Седжвик погиб 9 мая 1864 года в самом начале сражения при Спотсильвейни. Он занимался управлением огнём артиллерии, когда снайперы конфедератов открыли по северянам огонь с дистанции примерно 900 метров, вынудив офицеров штаба прижиматься к земле. Седжвик огляделся и сказал: «Что? Разве мужчины кланяются пулям? Что же вы будете делать, когда они откроют огонь по всей линии? Мне стыдно за вас. С такой дистанции они не попадут даже в слона». Видя, что его слова не действуют на солдат, он повторил: «Мне стыдно за вас. С такой дистанции они не попадут даже в слона». Через пару секунд пуля, выпущенная из дальнобойной винтовки системы Уитворта пробила ему навылет голову, пройдя под левым глазом.
Седжвик был самым высокопоставленным офицером Союза, погибшим в ту войну. Узнав о его гибели, генерал Грант несколько раз повторил: «Неужели он действительно убит?»

## Память
Бронзовая статуя генерала Седжвика была установлена на плацу академии Вест-Пойнт. Седжвик изображен в сапогах со шпорами, звезды которых свободно вращаются. Среди кадетов академии существует поверье, что если повернуть ночью звезду шпоры на этой статуе, то это принесет удачу на экзамене.